# Mel Arrighi
Pour les articles homonymes, voir Arrighi.
Melvin Angelo Arrighi, né le 5 octobre 1933 à San Francisco et mort le 16 septembre 1986 à New York, est un acteur et un écrivain américain de roman noir.

## Biographie
Après des études universitaires à l’université de Californie à Berkeley, Mel Arrighi obtient un diplôme en sciences politiques. Il est tout d’abord acteur shakespearien et joue The Great Sebastians au cours d’une tournée théâtrale des Lunts.
Son premier écrit est une pièce de théâtre An Ordinary Man en 1968. Dans son premier roman noir, Freak Out en 1969, un avocat est engagé par un client ayant tué une jeune femme en pleine drogue party. L’histoire se déroule dans les milieux hippies de Greenwich Village. Suit The Hatchet Man en 1975 dans lequel il aborde le problème de la corruption politique. Dans son dernier roman, Alter Ego ? en 1983, c’est la question du dédoublement qu’il traite avec humour et habileté.

## Œuvre

### Romans
- Freak Out, 1968
  - Hip-Hip-Hip Hippie !, Série noire no 1266, 1069
- The Hatchet Man, 1975
  - Le Couperet, Super noire no 46, 1976
- Navona 1000, 1976
  - La Belle dans la mire, Série noire no 1715, 1977
- Turkish White, 1977
  - La Neige d'Istanbul, Super noire no 98, 1978
- Alter Ego ?, 1983
  - Lequel des deux ?, Série noire no 1937, 1983

### Théâtre
- An Ordinary Man, 1968
- The Castro Complex, 1970
- The Unicorn in Captivity, 1978
- On Tour, 1979

## Filmographie

### Acteur
- 1961 : Once to Every Man, épisode de la série télévisée Route 66 réalisé par Arthur Hiller

### Scénariste
- 1963 : We Shall Return, réalisé par Philip S. Goodman
- 1969 : No Day Trippers Need Apply, épisode de la série télévisée N.YP.D.
- 1971 : The Disposal Man, épisode de la série télévisée Un shérif à New York réalisé par Boris Sagal

### Adaptation
- 1987 : Murder by the Book, film TV, adaptation de Alter Ego ? réalisée par Mel Damski

## Sources
- Claude Mesplède (dir.), Dictionnaire des littératures policières, vol. 1 : A - I, Nantes, Joseph K, coll. « Temps noir », 2007, 1054 p. (ISBN 978-2-910686-44-4, OCLC 315873251), p. 97-98.
- Claude Mesplède, Les années "Série noire" : bibliographie critique d'une collection policière, vol. 3 : 1966-1972, Amiens, Editions Encrage, coll. « Travaux / 22 », 1994, 4 p. (ISBN 978-2-906389-53-3).
- Claude Mesplède, Les années "Série noire" bibliographie critique d'une collection policière, t. 4 : 1972-1982, Amiens, Encrage, coll. « Travaux » (no 25), 1995, 318 p. (ISBN 978-2-906389-63-2).
- Claude Mesplède, Les années "Série noire" bibliographie critique d'une collection policière, vol. 5 : 1982-1995, Amiens, Encrage, coll. « Travaux » (no 36), 2000.